# Arbeitsgericht Hamburg

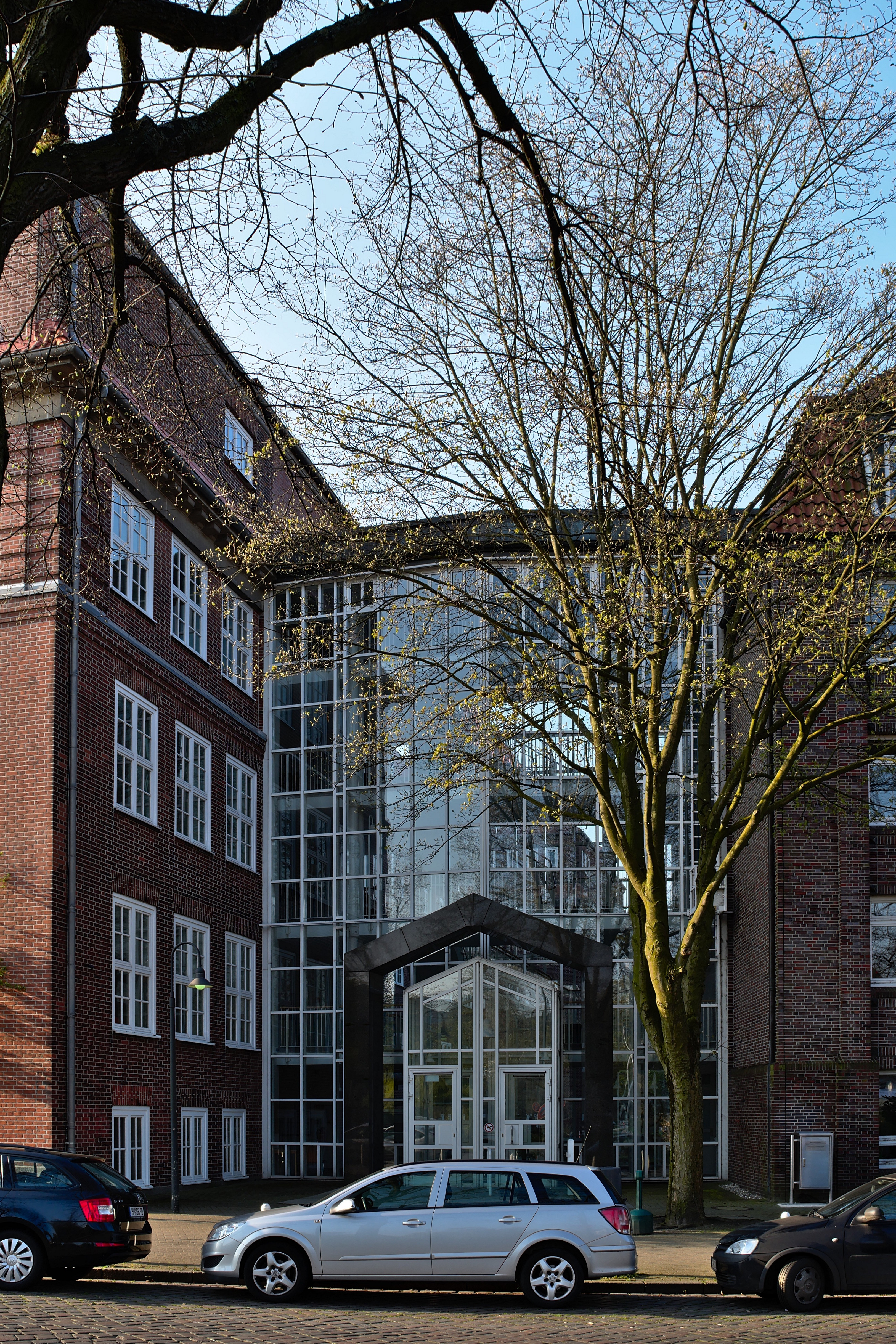
Eingangsbereich des Gerichtsgebäudes

Das Arbeitsgericht Hamburg ist ein Gericht der Arbeitsgerichtsbarkeit.

## Gerichtsbezirk
Der Gerichtsbezirk ist das Bundesland Hamburg.

## Übergeordnete Gerichte
Dem Arbeitsgericht Hamburg ist das Landesarbeitsgericht Hamburg und im weiteren Rechtszug das Bundesarbeitsgericht übergeordnet.

## Gebäude

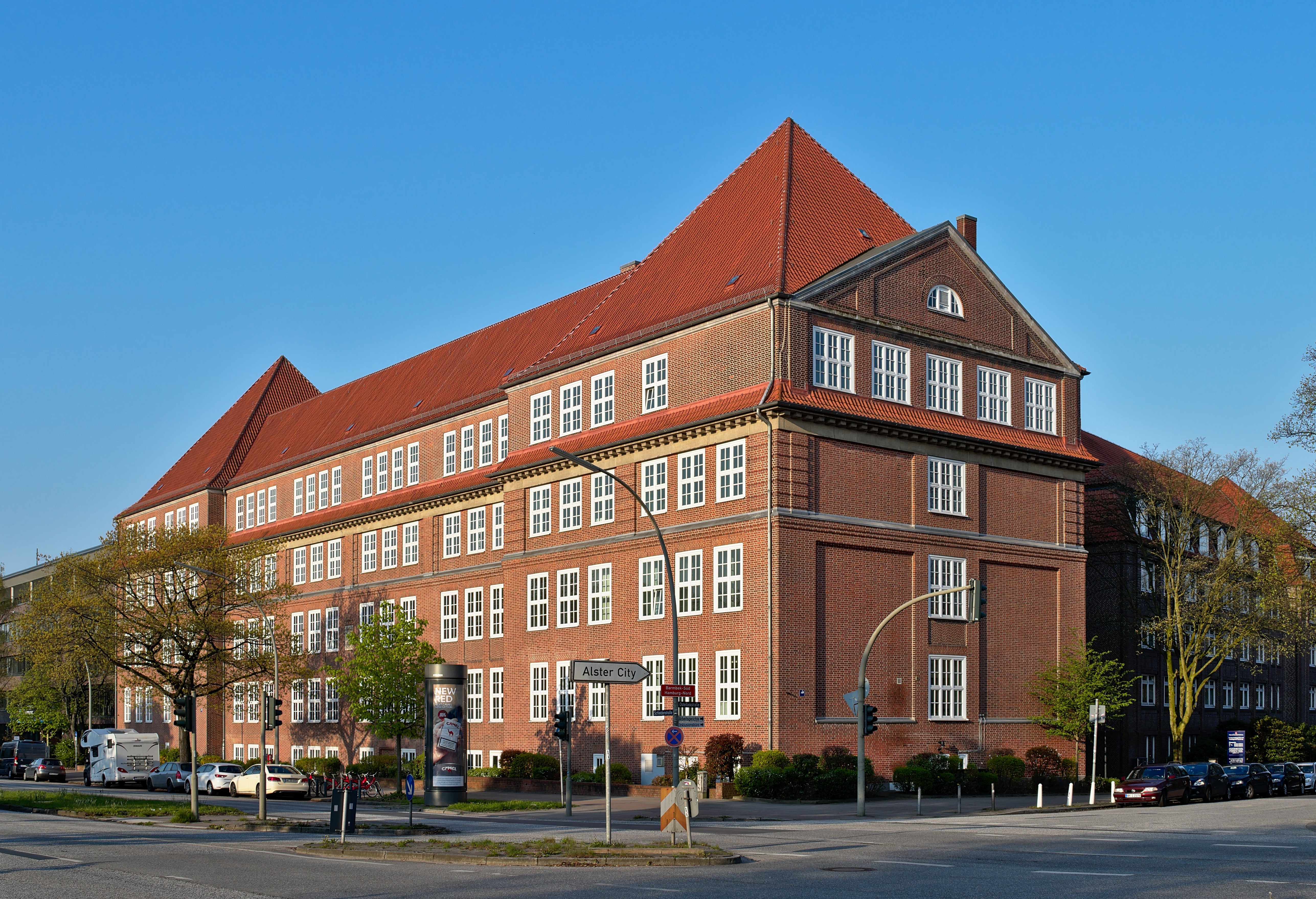
Die ehemalige Schule Schleidenstraße

Das Arbeitsgericht hat seinen Sitz zusammen mit dem Landesarbeitsgericht in einem Gebäudekomplex an der Osterbekstraße im Stadtteil Barmbek-Süd. Teil des Ensembles ist der denkmalgeschützte Bau der ehemaligen Volksschule Schleidenstraße.
Der Senat und Bürgerschaft der Freien und Hansestadt Hamburg erteilte am 29. November 1909 der damaligen Baudeputation den Auftrag, an der Ecke Schleidenstraße/Ecke Osterbekstraße eine 30-klassige Volksschule nach den vorgelegten Plänen zu errichten.
Innerhalb der Baudeputation überließ damals der schon ältere Baudirektor Zimmermann vor allem den jüngeren Architekten den Schulbau. Von 1906 bis 1910 entwarf Bauinspektor Albert Erbe fast alle Schulbauten. Am 1. September 1901 hatte er als Baumeister 1. Klasse in Hamburg begonnen, war ab dem 1. Januar 1906 zum Bauinspektor ernannt worden und übernahm die Leitung des Entwurfsbüro für Hochbauwesen; seit April 1908 vertrat er den damaligen Baudirektor Zimmermann.
Den Volksschulbauten lag ab Mai 1908 ein Bauprogramm zugrunde, das Albert Erbe und der Baurat Meyer ausgearbeitet hatten; es war bis 1918 maßgebend für den Schulbau in Hamburg.
Der Schulbau in der Schleidenstraße gehört zu Albert Erbes Spätwerk, als er schon auf die anfangs noch von ihm verwendeten barocken Elemente (aus Sandstein) verzichtete. Er führte den Doppelschulbau (einer 15-klassigen Knabenschule und einer 15-klassigen Mädchenschule) schlicht in Backstein, in viergeschossiger Bauweise mit zwei Kopfbauten und einem hohen Hamburger Dach (Steildach) aus. Gliederungselement der Fassade sind die Fenster der Klassenräume, die an einem zur Hofseite liegenden Flur lagen (Zellenform). Jeder Gebäudeteil verfügte über ein mit Säulen versehenes Eingangsportal (die heute nicht mehr zu sehen sind). Auf der Rückseite ergänzte eine Turnhalle das Schulgebäude auf dem Eckgrundstück zwischen Schleidenstraße (Ostseite) und Osterbekstraße (Nordseite) und der Hinrichsenstraße (Südseite) mit angrenzendem gemeinsamen Schulhof, der von einem Zaun umschlossen wurde.
Albert Erbe verließ Hamburg, einige Jahre nachdem Fritz Schumacher die Leitung des Hochbauamtes am 1. November 1909 von Carl Johann Christian Zimmermann übernahm. Am 1. Januar 1912 begann er als Technischer Beigeordneter für den Hochbau in Essen. Er verstarb dort am 29. Mai 1922. Am 1. April 1912 nahm die Volksschule ihren Betrieb auf; im November 1966 wurden beide Schulen (Jungen- und Mädchenteil, die bereits nach den Sommerferien 1960 zusammengelegt worden waren) geschlossen.
In dem Gebäude befinden sich neben Landesarbeitsgericht und Arbeitsgericht das Büro der Senatskoordinatorin für die Belange behinderter Menschen und die Stiftung für Politisch Verfolgte.
Zum 100. Jubiläum wird im Gebäude eine kleine Ausstellung zusammengestellt, die Auskunft gibt, wie sich Barmbeck zum Stadtteil Hamburgs entwickelte, Jungen und Mädchen damals lernten und wie sich ihr Unterricht und Alltag in der Volksschule bis in die 60er Jahre veränderte, und wie der Architekt Volksschulen plante, nach einem Konzept, das bis 1918 galt.

## Leitung
- bis 2003 Reinhard Kitzelmann
- 2003 bis 2007 Helmut Nause
- 2008 bis 2017 Eveline v. Hoffmann
- Seit 2017 Esko Horn